# カホーフスカヤ線
カホーフスカヤ線（カホーフスカヤせん、ロシア語: Кахо́вская ли́ния）はモスクワ地下鉄の路線の一つである。1965年にモスクワ地下鉄の2号線（ゴルコフスコ・ザモスクヴォレーツカヤ線）の一部として開通し、1995年に「11号線」として分離された。現在はモスクワ地下鉄11A号線として扱われ、カシールスカヤ駅（Каширская）とカホーフスカヤ駅（Каховская）を結ぶ。総延長距離は3.3km、3つの駅がある。
2019年3月より、ウーリツァ・ナヴァトロフ駅(Улица Новаторов)への延伸工事のため休業している。

## 駅
- カシールスカヤ駅（Каширская）
- ワルシャフスカヤ駅（Варшавская）
- カホーフスカヤ駅（Каховская）

## 開業年次
| 駅                                        | 開業年     | 距離     |
| ----------------------------------------- | ---------- | -------- |
| アフトザヴォーツカヤ駅 - カホーフスカヤ駅 | 1969-08-11 | 9.5 km   |
| アフトザヴォーツカヤ駅 - カシールスカヤ駅 | 1995-11-20 | - 6.1 km |
| 合計                                      | 3駅        | 3.4 km   |

## 乗換
|            | 接続路線                                 | 乗換駅             |
| ---------- | ---------------------------------------- | ------------------ |
| 2          | ザモスクヴォレーツカヤ線                 | カシールスカヤ駅   |
| ロシア国鉄 | モスクワ・パヴェレツ鉄道                 | ワルシャフスカヤ駅 |
| 9          | セルプホーフスコ＝チミリャーゼフスカヤ線 | カホーフスカヤ駅   |